# Thomas B. Hayward
Pour les articles homonymes, voir Hayward.
Thomas Bibb Hayward (né le 3 mai 1924 à Glendale et mort le 3 mars 2022 à Seattle) est un amiral américain.
Il a été notamment chef des opérations navales entre 1978 et 1982.